# Matt Simon
Matthew Blake Simon (22 de janeiro de 1986) é um futebolista profissional australiano que atua como atacante.

## Carreira
Matt Simon representou a Seleção Australiana de Futebol, nas Olimpíadas de 2008. 